# Ковин
Ковин (на сръбски: Ковин или Kovin) е град в Сърбия, Автономна област Войводина, Южнобанатски окръг, административен център на община Ковин.
Разположен е на 2 км от левия бряг на Дунава, на км 1108,4 от влива на реката в Черно море.
Това е стара варошица (градче, паланка). Има останки от антична римска крепост между Дунав и град Полявице.
Отъждествява се с българската крепост Ковин (Ковин град) посочена в „Анонимната унгарска хроника“ от ХІІ в. С името Каструм Кове селището се споменава и в латински текст през 1073 г. При археологическите проучвания в средновековната крепост до Ковин са открити находки от периода Х-ХІІ в.
През 1458 г. е споменат като владение на Моравското деспотство, а от 1521 г. - е в Османската империя след превземането на Белград.
В града и околността му се говори смедеревско-вършецки говор.
Край Ковин има удобно зимовище за кораби на Дунава, както и добри условия за воден туризъм, лов и риболов.